# Полнолуние (телесериал)
Полнолуние (исп. Luna, el misterio de Calenda, Луна, тайна Календы) — испанский мистический сериал от создателей телесериала «Чёрная лагуна», вышедшего на экраны в 2012 году и завершившийся в 2013.

## Сюжет
Сериал рассказывает историю о маленьком испанском городке Календа, в который переезжает судья Сара Крус со своей дочерью Лейре, где вскоре начинают открываться страшные тайны и происходить таинственные события, с которыми судье придется столкнуться лицом к лицу. Лейре влюбляется в загадочного парня Джоэля.
Календа полнится старинными легендами об оборотнях, и некоторые жители действительно верят в их существование. Как впоследствии выясняется, Джоэль является одним из них.

## Сезоны
Общая информация по сезонам, а также данные об измерении показателей телевизионной аудитории премьерных показов сериала «Luna, el misterio de Calenda» в Испании:
| Сезон | Количество серий | Премьера        | Окончание      | Рейтинг   | Рейтинг |
| Сезон | Количество серий | Премьера        | Окончание      | Аудитория | Доля    |
| ----- | ---------------- | --------------- | -------------- | --------- | ------- |
| 1     | 12               | 10 апреля 2012  | 26 июня 2012   | 2 790 000 | 15,3%   |
| 2     | 8                | 13 февраля 2013 | 10 апреля 2013 | 2 300 000 | 12,9%   |
| Итог  | 20               | 2012            | 2013           | 2 545 000 | 14,1%   |

### Первый сезон (2012)
1. Легенда (La leyenda)
2. Жертва (Sacrificio)
3. Кровь (Sangre)
4. Чудовище (El monstruo)
5. Полнолуние (Luna llena)
6. Пропавшие без вести (Desaparecida)
7. Кости (Huesos)
8. Ненависть (El odio)
9. Cекреты (Secretos)
10. Виновник (Сulpable)
11. Лежащий (Mentiras)
12. Вой (El aullido)

### Второй сезон (2013)
1. Проклятие (La maldición)
2. Договор молчания (Pacto de silencio)
3. Серебряные рудники (Las minas de la plata)
4. Предчувствие (Corazonadas)
5. Наперсник (El confidente)
6. Ночь новолуния (La noche de la luna nueva)
7. Пойманный (Atrapados)
8. Прощание (Para siempre)